# Il giorno della civetta

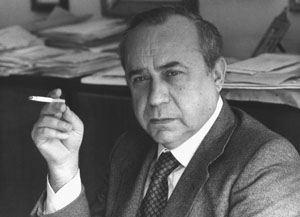
Leonardo Sciascia nel 1979

Il giorno della civetta è un racconto lungo di Leonardo Sciascia, terminato nel 1960 e pubblicato per la prima volta nel 1961 dalla casa editrice Einaudi.
Il racconto trae lo spunto dall'omicidio di Accursio Miraglia, un sindacalista comunista, avvenuto a Sciacca nel gennaio del 1947 ad opera di Cosa Nostra.
Sciascia aveva già iniziato a scrivere di mafia nel 1957, recensendo il libro di Renato Candida, comandante dei carabinieri ad Agrigento, al quale si è ispirato per tratteggiare il personaggio del Capitano Bellodi, protagonista del romanzo.
La prima edizione venne anticipata sulla rivista Mondo Nuovo del 9 ottobre 1960, e la prima edizione comparve con una "Nota", che dichiarava la verità sottintesa alla finzione del romanzo, scritta in una libertà non piena ma significativa, nei confronti di una letteratura che fino a quel momento aveva fornito della mafia una rappresentazione apologetica e di una società che, negli organi politici e d'informazione, ne negava addirittura l'esistenza.
Questo concetto sarà ribadito nella "Avvertenza" all'edizione scolastica del 1972.
Dal romanzo è tratto il film omonimo del 1968, per la regia di Damiano Damiani.

## Trama
Salvatore Colasberna, presidente di una piccola impresa edilizia chiamata Santa Fara, viene ucciso nella piazza Garibaldi, mentre sale sull'autobus per Palermo.
All'arrivo dei carabinieri, i passeggeri si allontanano alla chetichella, l'autobus resta vuoto e rimangono soltanto l'autista e il bigliettaio, che comunque di fronte alla divisa non riconoscono il morto e non si ricordano chi fossero i passeggeri. Il venditore di panelle, rimasto a terra al momento del delitto, è scomparso. Un carabiniere lo trova all'ingresso della scuola elementare, dove come al solito vende i suoi prodotti, e lo accompagna dal maresciallo Arturo Ferlisi. Ma neanche lui sa nulla e, anzi, dice di non essersi nemmeno accorto dello sparo. Dopo due ore di interrogatorio il panellaro ricorda che, all'angolo tra via Cavour e piazza Garibaldi, verso le sei, ha sentito due spari provenire da un sacco di carbone situato vicino al cantone della chiesa.
Le indagini vengono affidate al capitano Bellodi, comandante della compagnia di C., emiliano di Parma, ex partigiano, destinato a diventare avvocato, ma rimasto in servizio nell'Arma in nome di alti ideali, non condividendo, peraltro, il clima di omertà che caratterizza la Sicilia e i suoi abitanti. Intanto, in un bar di Roma, un'importante persona politica chiede ad un onorevole del suo partito (che si intuisce essere la Democrazia Cristiana) di far trasferire Bellodi, a causa dei problemi che sta creando, designando l'omicidio di Colasberna come omicidio mafioso. Bellodi intanto interroga un proprio confidente, doppiogiochista noto alla mafia: Calogero Dibella detto Parrinieddu. Il capitano ascoltando le menzogne che l'informatore riferisce, riesce comunque, con quelle sue gentili maniere da "continentale", a sapere il nome di Rosario Pizzuco, il possibile mandante. Vengono interrogati anche i parenti di Salvatore Colasberna.
Il capitano, aiutato dal maresciallo, riceve il nome del presunto omicida, Diego Marchica detto Zicchinetta, dalla moglie di Paolo Nicolosi, un potatore scomparso e certamente ucciso per aver riconosciuto l'assassino, viste le coincidenze che accompagnano la sua scomparsa. Bellodi scopre nel fascicolo investigativo del Marchica che è un noto sicario, processato e condannato per molti reati, ma scagionato per altrettanti, causa insufficienza di prove. Nota inoltre, una fotografia che lo ritrae insieme con don Calogero Guicciardo e all'onorevole Livigni.
Nel frattempo Parrinieddu viene assassinato e Bellodi ottiene, grazie ad un'inquietante testimonianza scritta dal doppiogiochista prima di morire, che Marchica, Pizzuco e il padrino don Mariano Arena, vengano fermati, ma l'interrogatorio si risolverà in un nulla di fatto. Nell'incontro con Bellodi, Sciascia fa pronunciare a don Mariano la frase contenente l'espressione idiomatica "quaquaraquà", destinata a divenire celeberrima e collegata nella cultura popolare al mondo mafioso e ai concetti che lo governano:
(don Mariano Arena al capitano Bellodi)
I giornali fanno molto clamore e pubblicano le foto di Arena insieme al ministro Mancuso; questo dimostra le persone vicine che lo sostengono. Il fatto porta a un dibattito in Parlamento al quale partecipano anche due anonimi mafiosi e alcuni parlamentari.
Bellodi nel frattempo, rientrato per alcune settimane in famiglia, a Parma, legge sui giornali spediti da un carabiniere dalla Sicilia che il castello probatorio è stato smantellato grazie ad un alibi di ferro, costruito da rispettosissimi personaggi per il Marchica, opera, naturalmente, di uomini politici interessati a tutelare la propria posizione.
L'omicidio del giardiniere viene attribuito all'amante della moglie e don Mariano viene scarcerato.
Con i suoi pensieri e con la sua ultima affermazione, Bellodi chiude il romanzo: 

## L'Avvertenzadel 1972: lo scopo dell'opera
Nel 1972 Sciascia accluse al testo un'Avvertenza, in occasione dell'edizione einaudiana che in quell'anno usciva all'interno della collana «Letture per la scuola media». La breve appendice ricorda come nel 1960, anno in cui fu scritta l'opera, il governo negasse l'esistenza della mafia, malgrado esistessero documenti che ne dimostravano la presenza. «L'inchiesta parlamentare sulle condizioni economiche e sociali della Sicilia (1875) e quella parallela, condotta di propria iniziativa da due giovani studiosi, Leopoldo Franchetti e Sidney Sonnino», i saggi di Napoleone Colajanni e l'azione del prefetto Cesare Mori – che nel ventennio non aveva lesinato metodi anche drastici per sradicare il fenomeno – fornivano una panoramica chiara.
A livello letterario, però, non esisteva ancora un libro che svelasse gli ingranaggi mafiosi e le modalità d'azione dell'organizzazione criminale. Era stata pubblicata una commedia in dialetto, I mafiusi de la Vicarìa (scritta a quattro mani da Gaspare Mosca e Giuseppe Rizzotto), mentre l'anglista Giovanni Alfredo Cesareo aveva scritto per il teatro un testo in lingua intitolato Mafia. Tuttavia, si trattava di opere che analizzavano la mafia considerandone esclusivamente l'impatto sulla borghesia, nei termini di «visione della vita, di una regola di comportamento, di un modo di realizzare la giustizia, di amministrarla, al di fuori delle leggi e degli organi dello Stato».
Urgeva dunque consegnare alla letteratura un testo che mettesse lo Stato davanti al fatto compiuto, un racconto che svelasse a tutta l'Italia la drammaticità del fenomeno, in modo che attraverso la trama del libro il problema assumesse rilevanza politica e fosse sotto gli occhi di tutti.

## Edizioni
- Il giorno della civetta (in copertina il dipinto Paese del latifondo siciliano di Renato Guttuso), Collana I coralli n.122, Einaudi, Torino, 1961-1970.
- Il giorno della civetta, Collana Gli struzzi - Letture per la scuola media, pp. 137, Einaudi, 1972-1990
- Il giorno della civetta, Collana Nuovi Coralli n.17, Einaudi, Torino, 1975-1989 ISBN 978-88-06-32698-2
- Il giorno della civetta, Collana Einaudi Tascabili n.13, Einaudi, Torino, 1990-1991
- Il giorno della civetta, Collana Fabula n.66, Adelphi, Milano, 1993; Collana gli Adelphi n.203, Milano, 2002 ISBN 978-88-459-1675-5
- Il giorno della civetta, prefazione di Francesco Merlo, Collana I Grandi Romanzi n.1, edizione speciale in abbinamento al Corriere della Sera, RCS, Milano, 2002.